# Jaén
Jaén là thành phố ở phía nam Tây Ban Nha, thủ phủ của tỉnh Jaén. Jaén là trung tâm nông nghiệp và thương mại của tỉnh này. Thành phố này có các ngành công nghiệp: hóa chất, dệt, thuộc da. Sau khi người Moors chiếm Tây Ban Nha trong thế kỷ 8, thành phố (lúc đó có tên là Jayyan) đã được phát triển thành một trung tâm thương mại. Tường thành của người Moors hiện vẫn còn. Jaén là nơi đóng trụ sở của tổng giám mục Công giáo Rôma. Thành phố có nhà thờ theo phong cách kiến trúc Phục Hưng bắt đầu xây năm 1532 và hoàn thành vào thế kỷ 18.